# Seznam britanskih feldmaršalov
Seznam britanskih feldmaršalov.
1. George Douglas-Hamilton (1736)
2. John Campbell, 2. vojvoda Argylla (1736)
3. Richard Boyle (1739)
4. François de La Rochefoucauld, marquis de Montendre (1739)
5. John Dalrymple (1742)
6. Richard Temple (1742)
7. George Wade (1743)
8. Robert Rich (1757)
9. Richard Molesworth (1757)
10. John Ligonier (1757)
11. James O'Hara (1763)
12. Henry Seymour Conway (1793)
13. Princ Viljem Henrik, vojvoda Gloucestra in Edinburgha (1793)
14. Sir George Howard (1793)
15. Princ Frederick, vojvoda Yorka in Albanyja (1795)
16. John Campbell (1796)
17. Jeffrey Amherst (1796)
18. John Whitwell (1796)
19. Studholme Hodgson (1796)
20. George Townshend (1796)
21. Frederick Cavendish (1796)
22. Charles Lennox (1796)
23. Princ Edvard Avgust, vojvoda Kenta in Strathearna (1805)
24. Arthur Wellesley (1813)
25. Ernest Avgust I. Hannoverski (1813)
26. Princ Adolphus, vojvoda Cambridga (1813)
27. Princ Viljem Frederick, vojvoda Gloucestra in Edinburgha (1816)
28. Leopold I. Belgijski (1816)
29. Charles Moore (1821)
30. William Harcourt (1821)
31. Sir Alured Clarke (1830)
32. Sir Samuel Hulse (1830)
33. Albert Saxe-Coburg-Gothski (1840)
34. Viljem II. Nizozemski (1845)
35. George Nugent (1846)
36. Thomas Grosvenor (1846)
37. Henry Paget (1846)
38. FitzRoy Somerset (1854)
39. Stapleton Cotton (1855)
40. John Byng (1855)
41. Henry Hardinge (1855)
42. John Colborne (1860)
43. Edward Blakeney (1862)
44. Hugh Gough (1862)
45. Princ Jurij, 2. vojvoda Cambridga (1862)
46. Colin Campbell (1862)
47. Alexander George Woodford (1868)
48. William Maynard Gomm (1868)
49. Hew Dalrymple Ross (1868)
50. John Fox Burgoyne (1868)
51. George Pollock (1870)
52. John Forster FitzGerald (1875)
53. George Hay (1875)
54. Edvard VII. Britanski (1875)
55. William Rowan (1877)
56. Charles Yorke (1877)
57. Hugh Rose (1877)
58. Robert Napier (1883)
59. Patrick Grant (1883)
60. John Michel (1886)
61. Sir Richard Dacres (1886)
62. Lord William Paulet (1886)
63. George Bingham (1887)
64. Sir John Simmons (1890)
65. Sir Frederick Haines (1890)
66. Sir Donald Stewart (1894)
67. Garnet Wolseley (1894)
68. Frederick Roberts (1895)
69. Princ Edvard Saxe-Weimarski (1897)
70. Sir Neville Chamberlain (1900)
71. Viljem II. Nemški (1901)
72. Sir Henry Norman (1902)
73. Princ Arthur, vojvoda Connaughta in Strathearna (1902)
74. Evelyn Wood (1903)
75. Sir George White (1903)
76. Franz Jožef I. Avstrijski (1903)
77. The Lord Grenfell (1908)
78. Sir Charles Brownlow (1908)
79. Herbert Kitchener (1909)
80. Jurij V. Britanski (1910)
81. Paul Methuen (1911)
82. Sir William Nicholson (1911)
83. Sir John French (1913)
84. Nikolaj II. Ruski (1916)
85. Sir Douglas Haig (1917)
86. Sir Charles Egerton (1917)
87. Taishō (1918)
88. Ferdinand Foch (1919)
89. Sir Herbert Plumer (1919)
90. Sir Edmund Allenby (1919)
91. Sir Henry Wilson (1919)
92. Sir William Robertson (1920)
93. Sir Arthur Barrett (1921)
94. Albert I. Belgijski (1921)
95. Sir William Birdwood (1925)
96. Sir Claud Jacob (1926)
97. Sir George Milne (1928)
98. Alfonso XIII. Španski (1928)
99. Hirohito (1930)
100. Julian Byng (1932)
101. Frederick Lambart (1932)
102. Sir Philip Chetwode (1933)
103. Sir Archibald Montgomery-Massingberd (1935)
104. Edvard VIII. Britanski (1936)
105. Sir Cyril Deverell (1936)
106. Jurij VI. Britanski (1936)
107. Sir Edmund Ironside (1940)
108. Jan Smuts (1941)
109. Sir John Dill (1941)
110. John Vereker (1943)
111. Archibald Wavell (1943)
112. Sir Alan Brooke (1944)
113. Sir Harold Alexander (1944)
114. Sir Bernard Montgomery (1944)
115. Sir Henry Wilson (1944)
116. Sir Claude Auchinleck (1946)
117. Sir William Slim (1949)
118. Sir Thomas Blamey (1951)
119. Princ Filip, vojvoda Edinburški (1953)
120. Sir John Harding (1953)
121. Princ Henry, vojvoda Gloucestra (1955)
122. Sir Gerald Templer (1956)
123. Sir Francis Festing (1960)
124. Mahendra Nepalski (1960)
125. Haile Selassie I. Etiopijski (1965)
126. Sir Richard Hull (1965)
127. Sir James Cassels (1968)
128. Sir Geoffrey Baker (1971)
129. Sir Michael Carver (1973)
130. Sir Roland Gibbs (1979)
131. Birendra Nepalski (1980)
132. Sir Edwin Bramall (1982)
133. Sir John Stanier (1985)
134. Sir Nigel Bagnall (1988)
135. Sir Richard Vincent (1991)
136. Sir John Chapple (1992)
137. Princ Edward, vojvoda Kenta (1993)
138. Sir Peter Inge (1994)
139. Charles, valižanski princ (2012)
140. Charles Guthrie (2012)
141. Michael Walker (2014)